# نانا مچدلیدزه
نانا مچدلیدزه (گرجی: ნანა მჭედლიძე؛ ۲۰ مارس ۱۹۲۶ – ۲۹ مارس ۲۰۱۶) کارگردان فیلم، بازیگر و فیلم‌نامه‌نویس اهل کشور اتحاد جماهیر شوروی سوسیالیستی (گرجستان کنونی) بود.